# Lophoditta
Lophoditta là một chi bướm đêm thuộc họ Erebidae.